# Jersi Sócola
Jersi Sócola Romero (La Victoria,Provincia de Lima, 7 de julio de 1990) es un exfutbolista peruano. Jugaba de lateral izquierdo y tiene 34 años.

## Trayectoria
Se formó en las divisiones menores del Club Alianza Lima, equipo donde permaneció por tres temporadas. Fue parte de la selección peruana que disputó el Mundial Sub-17 de 2007. A fines de 2009, marcó el gol con el que Alianza se coronó campeón del Campeonato Nacional Sub-20.
Fue cedido a préstamo al Alianza Atlético de Sullana para la temporada 2010. Debutó oficialmente en Primera División el 1 de mayo de 2010 ante la Universidad San Martín. Jugó dos temporadas en el equipo sullanense, hasta que éste perdió la categoría a fines de 2011. Posteriormente, jugó la Etapa Regional de la Copa Perú 2012 con el Mayta Cápac de la ciudad de Nazca.
En enero de 2013, estuvo un tiempo a prueba en el club Cerro Porteño PF de Paraguay junto a Martín Tenemás, pero al final quedó descartada su incorporación al equipo. Tras tener problemas en ambas rodillas se retiró del fútbol en 2015.

## Clubes
| Club                | País | Año       |
| ------------------- | ---- | --------- |
| Alianza Lima        | Perú | 2007-2009 |
| Alianza Atlético    | Perú | 2010-2011 |
| Santos              | Perú | 2012      |
| Mayta Cápac (Nasca) | Perú | 2012      |
| Juventud Santa Rosa | Perú | 2014      |